# Freddy Zäch
Cecil Yates (Oberriet, Sankt Gallen, 2 d'agost de 1909 - ?) fou un ciclista suís, professional del 1931 al 1939. Va destacar en les curses de sis dies.

## Palmarès
- 1931
  - 1r als Sis dies de Vancouver (amb Lew Elder)
- 1934
  - 1r als Sis dies de Cleveland (amb William Peden)
- 1936
  - 1r als Sis dies de Minneapolis (amb Fred Ottevaire)
  - 1r als Sis dies de Des Moines (amb Cecil Yates)
  - 1r als Sis dies de Detroit (amb Fred Ottevaire)